# 小堺昭三
小堺 昭三（こさかい しょうぞう、1928年5月24日 - 1995年3月7日）は、日本の作家。

## 人物・来歴
福岡県大牟田市生まれ。旧制福岡県立八幡中学校卒。火野葦平の秘書を務め、のち『週刊文春』のルポライターを経て作家となる。1951年「朝鮮海峡」で新潮社文学賞佳作、1959年「基地」で芥川賞候補、1960年「自分の中の他人」で直木賞候補。『密告―昭和俳句弾圧事件』（ダイヤモンド社、1979年）では西東三鬼を特高のスパイと断定し、三鬼の遺族から版元ともども名誉毀損で民事提訴され、1983年に敗訴した。
戦記、昭和史、近代史実録もの、官能小説、また政界・実業界実録ものなど、週刊誌記者出身らしい作風で知られた。

## 著書
- 『熱氷地帯』小壷天書房 1959
- 『麦畠の中の悪魔』光風社 1961
- 『死者は弔花を返しにくる』雪華社 1961
- 『最後の日本兵』冬樹社 1964
- 『解放戦線異状なし』文藝春秋 1972
- 『筑紫夫人』光風社書店 1972
- 『メリケンお浜の一生』波書房 1972
- 『小説連合赤軍』徳間書店 1973
- 『炎の時代 昭和残酷物語』光風社書店 1974
- 『馬賊芸者一代』桃園書房 1974
- 『秘戯記』光風社書店 1974
- 『東京の大将 おれはホテル王』桃園書房 1974
- 『流行歌手』集英社 1975 のち角川文庫
- 『満香綺譚』青樹社 1975
- 『ごじゃな奴』光文社 1975 「破天荒一代」角川文庫
- 『人生流転』大陸書房 1976
- 『塵世無頼』集英社 1976
- 『異郷に死す』光風社書店 1976
- 『人斬り常一代』集英社 (コンパクト・ブックス)　1976
- 『赤い風雪』文藝春秋 1977年 のち角川文庫
- 『けむりの牙』光文社 1977年 のち角川文庫
- 『バージン戦争』集英社 1977年
- 『妖乱の歌姫 昭和残酷物語・炎の時代』光風社書店 1977年
- 『企業参謀』集英社 1977年 のち角川文庫
- 『肌の感触』青樹社 1977年
- 『Oh!一発屋 人生わずか一万回の巻』光風社書店 1978年
- 『Oh!一発屋 奥の細道色行脚の巻』光風社書店 1978年
- 『密告 昭和俳句弾圧事件』ダイヤモンド社 1979年　（新興俳句弾圧事件を描く）
- 『肌の匂い』青樹社(Big books)　1979
- 『肌の誘い』青樹社 (Big books)　1979
- 『叫ぶ憂う怒る 小堺昭三直撃インタビュー集』蒼洋社 1979年
- 『不倫願望』グリーンアローブックス 1980年
- 『初体験研修会』青樹社(Big books)　1980
- 『風の春秋』光文社 1980年
- 『いてもたろか!』光風社出版 1980年
- 『交換願望』グリーンアローブックス 1980年
- 『疑獄極楽』ダイヤモンド社 1980年
- 『明日を狙え! “地方の時代"のチャンピオンたち』光風社出版 1981年
- 『乱世の経営者 ゼロからの出発』光文社 1981年
- 『男中女』グリーンアローブックス 1981年
- 『企業崩壊』角川ノベルズ 1982年
- 『いま、南十字星の下で』角川ノベルズ 1982年
- 『自民党総裁選』角川書店 1982年 のち文庫
- 『肌の狂宴』青樹社 1982年
- 『財閥が崩れる日』日本経済新聞社 1982年 「小説野村証券」角川文庫
- 『カメラマンたちの昭和史 写真家物語』平凡社 1983年
- 『男の切れ味 先見力・着眼力・行動力の研究』PHP研究所 1983年
- 『大悪党伝 サンパウロの異端者』角川ノベルス 1984年
- 『鬼才と奇才 本田宗一郎・藤沢武夫物語』日本実業出版社 1984年
- 『怪物がゆく』PHP研究所 1984年
- 『兜町の悪党 一獲千金ピカレスク・ロマン』講談社ノベルス 1985年
- 『西武vs東急戦国史』ノラブックス 1987年 のち角川文庫
- 『天才実業家小林一三・価千金の言葉』ロングセラーズ 1988年　『小林一三 天才実業家と言われた男』ロング新書
- 『人望 この人間的魅力を見よ!』三笠書房 1991年
- 『企業決戦三井三菱』角川書店 1992年
- 『明敏にして毒気あり 明治の怪物経営者たち』日本経済新聞社 1993年 副題を正題にして人物文庫
- 『いまだ見ぬ風景 作家の目で描き切ったガンとの闘い』文藝春秋 1995年
- 『人望のある男の生き方』三笠書房 1996年
- 『小堺昭三全集』小堺正記編 ココデ出版

9、財閥が崩れる日　2012
13、塵世無頼　2011
14、流行歌手　2012
15、赤い風雪 2011